# Strephonota malvania
Espèce
Strephonota malvania est un papillon de la famille des Lycaenidae, de la sous-famille des Theclinae et du genre Strephonota.

## Dénomination
Strephonota malvania a été décrit par William Chapman Hewitson en 1867 sous le nom de Thecla malvania.
Synonymes : Thecla uterkundante Druce, 1907; Thecla elimes Dyar, 1914; Treboniana uterkudante ; Faynel, Brévignon & Johnson, 2003.

### Nom vernaculaire
Strephonota malvania se nomme Malvania Hairstreak en anglais.

## Description
Strephonota malvania est un petit papillon au bord costal des ailes antérieures bossu avec une longue fine queue à chaque aile postérieure. Le dessus de couleur beige suffusé de bleu dans la partie basale des ailes antérieures jusqu'à l'angle interne alors que les ailes postérieures ont un triangle bleu de la base au bord externe.
Le revers est beige avec aux ailes postérieures deux ocelles dont un en position anale.

## Écologie et distribution
Strephonota malvania réside à Panama, en Colombie et en Guyane.

### Protection
Pas de statut de protection particulier.